# باماندزي
باماندزي هي بلدية في إقليم مايوت الفرنسي الخارجي، في المحيط الهندي. يبلغ عدد سكانها 9,892 نسمة حسب إحصائيات 2012م وتبلغ مساحتها 4,29 كم2 وترتفع عن سطح البحر 203 متر.

## المناخ
يظهر الجدول التالي التغييرات المناخية على مدار السنة لباماندزي:
| البيانات المناخية لـباماندزي       | البيانات المناخية لـباماندزي | البيانات المناخية لـباماندزي | البيانات المناخية لـباماندزي | البيانات المناخية لـباماندزي | البيانات المناخية لـباماندزي | البيانات المناخية لـباماندزي | البيانات المناخية لـباماندزي | البيانات المناخية لـباماندزي | البيانات المناخية لـباماندزي | البيانات المناخية لـباماندزي | البيانات المناخية لـباماندزي | البيانات المناخية لـباماندزي | البيانات المناخية لـباماندزي |
| الشهر                              | يناير                        | فبراير                       | مارس                         | أبريل                        | مايو                         | يونيو                        | يوليو                        | أغسطس                        | سبتمبر                       | أكتوبر                       | نوفمبر                       | ديسمبر                       | المعدل السنوي                |
| ---------------------------------- | ---------------------------- | ---------------------------- | ---------------------------- | ---------------------------- | ---------------------------- | ---------------------------- | ---------------------------- | ---------------------------- | ---------------------------- | ---------------------------- | ---------------------------- | ---------------------------- | ---------------------------- |
| الدرجة القصوى °م (°ف)              | 35.0 (95.0)                  | 33.6 (92.5)                  | 33.6 (92.5)                  | 33.5 (92.3)                  | 33.3 (91.9)                  | 31.6 (88.9)                  | 30.4 (86.7)                  | 31.0 (87.8)                  | 32.1 (89.8)                  | 33.4 (92.1)                  | 33.5 (92.3)                  | 33.9 (93.0)                  | 35.0 (95.0)                  |
| متوسط درجة الحرارة الكبرى °م (°ف)  | 30.5 (86.9)                  | 30.7 (87.3)                  | 30.8 (87.4)                  | 30.7 (87.3)                  | 29.8 (85.6)                  | 28.5 (83.3)                  | 27.7 (81.9)                  | 27.8 (82.0)                  | 28.4 (83.1)                  | 29.4 (84.9)                  | 30.1 (86.2)                  | 30.6 (87.1)                  | 29.6 (85.3)                  |
| المتوسط اليومي °م (°ف)             | 27.7 (81.9)                  | 27.8 (82.0)                  | 27.9 (82.2)                  | 27.8 (82.0)                  | 27.1 (80.8)                  | 25.8 (78.4)                  | 24.7 (76.5)                  | 24.3 (75.7)                  | 24.9 (76.8)                  | 26.1 (79.0)                  | 27.2 (81.0)                  | 27.7 (81.9)                  | 26.6 (79.9)                  |
| متوسط درجة الحرارة الصغرى °م (°ف)  | 24.8 (76.6)                  | 25.0 (77.0)                  | 25.0 (77.0)                  | 24.9 (76.8)                  | 24.4 (75.9)                  | 23.0 (73.4)                  | 21.8 (71.2)                  | 20.9 (69.6)                  | 21.4 (70.5)                  | 22.9 (73.2)                  | 24.2 (75.6)                  | 24.8 (76.6)                  | 23.6 (74.5)                  |
| أدنى درجة حرارة °م (°ف)            | 19.5 (67.1)                  | 21.3 (70.3)                  | 21.1 (70.0)                  | 21.0 (69.8)                  | 16.9 (62.4)                  | 16.3 (61.3)                  | 15.3 (59.5)                  | 15.8 (60.4)                  | 16.6 (61.9)                  | 17.2 (63.0)                  | 18.4 (65.1)                  | 18.0 (64.4)                  | 15.3 (59.5)                  |
| الهطول مم (إنش)                    | 269.8 (10.62)                | 229.8 (9.05)                 | 207.2 (8.16)                 | 101.2 (3.98)                 | 31.3 (1.23)                  | 19.7 (0.78)                  | 10.6 (0.42)                  | 12.0 (0.47)                  | 20.4 (0.80)                  | 57.8 (2.28)                  | 83.4 (3.28)                  | 182.9 (7.20)                 | 1٬226٫1 (48.27)              |
| متوسط أيام هطول الأمطار (≥ 1.0 mm) | 14.8                         | 13.3                         | 12.7                         | 7.5                          | 4.0                          | 3.0                          | 1.8                          | 2.5                          | 3.1                          | 5.3                          | 6.7                          | 11.4                         | 86.1                         |
| ساعات سطوع الشمس الشهرية           | 183.3                        | 174.0                        | 203.5                        | 232.7                        | 249.3                        | 236.3                        | 237.1                        | 254.7                        | 246.1                        | 251.2                        | 219.2                        | 207.5                        | 2٬694٫7                      |
| المصدر: Meteo France               |                              |                              |                              |                              |                              |                              |                              |                              |                              |                              |                              |                              |                              |